# Carlitos del Puerto
Carlos „Carlitos“ del Puerto, junior (* 21. Mai 1975 in Cayo Hueso in Havanna) ist ein kubanischer Jazzmusiker (Kontrabass, Bassgitarre).

## Leben und Wirken
Del Puerto ist Sohn des Bassisten Carlos del Puerto, einem Gründungsmitglied der Gruppe Irakere und Autor des Buches The True Cuban Bass. Er wurde zunächst von seinem Vater betreut und begann dann ein Musikstudium als Cellist am Konservatorium Alejandro Garcia Caturla. Erst mit 14 Jahren wechselte er zum Bass. Dann besuchte er die Esquela Nacional de Arte in Havanna, wo er den Titel Professor für Kontrabass und Ensembleaufführung erhielt. Mit 17 Jahren wurde er 1992 beim International Jazz Festival in Havanna als bester Nachwuchsmusiker ausgezeichnet.
Del Puerto nutzte ein Video seines Auftritts dort, um ein Stipendium für die University of Southern California zu erlangen. Nach seiner Ankunft in den Vereinigten Staaten dauerte es acht Jahre, bevor er so bekannt war, dass er Musiker wie Steve Lukather, Bruce Springsteen, Stevie Wonder und Herbie Hancock begleitete; er arbeitete auch für Quincy Jones. Tom Lord verzeichnet zwischen 1990 und 2017 31 Aufnahmen im Bereich des Jazz. 2019 gehörte er zur Spanish Heart Band von Chick Corea, mit der er einen Grammy für das Album Antidote erhielt.